# Senza catene/Diverso dagli altri
Senza catene/Diverso dagli altri è un 45 giri della cantante italiana Iva Zanicchi, pubblicato nel 1968.

## Tracce
Lato A
- Senza catene (Unchained Melody) - (Panzeri-Nomen-North)

Lato B
- Diverso dagli altri (Storybook Children) - (L. Beretta-C. Taylor-B Vera)